# Expeditie Robinson 2011
Expeditie Robinson 2011 is het twaalfde seizoen van Expeditie Robinson dat wordt uitgezonden vanaf september 2011 in zowel Nederland op RTL 5, als in België op 2BE. In dit seizoen doen voor de tweede opeenvolgende keer alleen bekende Nederlanders en Vlamingen mee.
Aan het twaalfde seizoen zullen aan de Vlaamse kant Kobe Van Herwegen, Anne De Baetzelier, Tanja Dexters, Nicolas Liébart, Niko Van Driessche, Deborah Ostrega, Katerine Avgoustakis en Freddy De Kerpel deelnemen. Aan de Nederlandse kant zijn dit Sipke Jan Bousema, Patrick Martens, Sascha Visser, Sylvia Geersen en Dominique van Hulst. Later werd bekend dat Lauretta Gerards, Esther Schouten en ook Jochem Uytdehaage namens Nederland meedoen.
De presentatie is voor de derde keer in de handen van de Nederlandse Eddy Zoëy en de Vlaamse Evi Hanssen
De eilanden waar de expeditie zich afspeelt liggen boven Maleisië. Winnaarseiland ligt boven Pulau Rawa.

## Expeditieleden
| Kandidaten                                                 | Originele kamp | Gemixte kamp | Samensmelting kamp | Geëlimineerd          | De Grot             | Totaal aantal tegenstemmen |
| ---------------------------------------------------------- | -------------- | ------------ | ------------------ | --------------------- | ------------------- | -------------------------- |
| Sipke Jan Bousema Presentator en acteur, Nederland         | Kamp Zuid      |              |                    | 1e weggestemd Dag 3   | Geblesseerd Dag 5   | 6                          |
| Katerine Avgoustakis Zangeres, België                      | Kamp Zuid      |              |                    | 2e weggestemd Dag 5   | Gestopt Dag 6       | 4                          |
| Freddy De Kerpel Bokser, België                            | Kamp Zuid      | Kamp Noord   |                    | 3e weggestemd Dag 7   | Gestopt Dag 7       | 7                          |
| Tanja Dexters Keerde terug in het spel                     | Kamp Noord     | Kamp Noord   |                    | 4e weggestemd Dag 7   | Returnee Dag 16     | 3                          |
| Sylvia Geersen Model, Nederland                            | Kamp Noord     | Kamp Noord   |                    | 5e weggestemd Dag 10  | Gestopt Dag 12      | 6                          |
| Deborah Ostrega Presentatrice, actrice, zangeres, België   | Kamp Zuid      | Kamp Zuid    |                    | 6e weggestemd Dag 13  | Geëlimineerd Dag 16 | 4                          |
| Dominique van Hulst Zangeres, Nederland                    | Kamp Noord     | Kamp Noord   |                    | 7e weggestemd Dag 16  | Gestopt Dag 16      | 8                          |
| Kobe Van Herwegen Presentator, acteur, goochelaar , België | Kamp Zuid      | Kamp Zuid    |                    | Geëlimineerd Dag 16   |                     | 3                          |
| Nicolas Liébart Televisiepersoonlijkheid, België           | Kamp Noord     | Kamp Noord   | Visserseiland      | 8e weggestemd Dag 19  |                     | 5                          |
| Anne De Baetzelier Presentatrice, België                   | Kamp Zuid      | Kamp Zuid    | Visserseiland      | 9e weggestemd Dag 22  |                     | 14                         |
| Lauretta Gerards Actrice, Nederland                        | Kamp Zuid      | Kamp Noord   | Visserseiland      | 10e weggestemd Dag 25 |                     | 8                          |
| Esther Schouten Boksster, Nederland                        | Kamp Noord     | Kamp Zuid    | Visserseiland      | 11e weggestemd Dag 28 |                     | 5                          |
| Jochem Uytdehaage Schaatser, Nederland                     | Kamp Noord     | Kamp Zuid    | Visserseiland      | 12e weggestemd Dag 31 |                     | 15                         |
| Patrick Martens Presentator en acteur, Nederland           | Kamp Noord     | Kamp Noord   | Visserseiland      | Geëlimineerd Dag 31   |                     | 2                          |
| Niko Van Driessche Presentator en gamer, België            | Kamp Zuid      | Kamp Zuid    | Visserseiland      | Runner-Up             |                     | 2                          |
| Sascha Visser Presentator en acteur, Nederland             | Kamp Noord     | Kamp Noord   | Visserseiland      | Runner-Up             |                     | 5                          |
| Tanja Dexters Miss België 1998, België                     | Kamp Noord     | Kamp Noord   | Visserseiland      | Robinson              |                     | 2                          |

## Kijkcijfers
| Aflevering    | Datum        | Kijkcijfers | Plek |
| ------------- | ------------ | ----------- | ---- |
| Aflevering 1  | 1 september  | 1.244.000   | 3    |
| Aflevering 2  | 8 september  | 1.228.000   | 5    |
| Aflevering 3  | 15 september | 1.116.000   | 4    |
| Aflevering 4  | 22 september | 1.176.000   | 6    |
| Aflevering 5  | 29 september | 1.199.000   | 4    |
| Aflevering 6  | 6 oktober    | 1.220.000   | 5    |
| Aflevering 7  | 13 oktober   | 1.172.000   | 7    |
| Aflevering 8  | 20 oktober   | 1.184.000   | 6    |
| Aflevering 9  | 27 oktober   | 1.235.000   | 4    |
| Aflevering 10 | 3 november   | 1.062.000   | 10   |
| Aflevering 11 | 10 november  | 1.320.000   | 3    |
| Aflevering 12 | 17 november  | 1.243.000   | 5    |
| Aflevering 13 | 24 november  | 1.198.000   | 5    |
| Aflevering 14 | 1 december   | 1.326.000   | 2    |